# Niveocatharylla bifasciella
Pseudocatharylla bifasciella is een vlinder uit de familie van de grasmotten (Crambidae). De wetenschappelijke naam van deze soort is voor het eerst voorgesteld als Argyria (Catharylla) bifasciella door Pieter Snellen in een publicatie uit 1893.
De soort komt voor in Indonesië (Sulawesi).